# Адамово (гміна Йонець)
Адамово (пол. Adamowo) — село в Польщі, у гміні Йонець Плонського повіту Мазовецького воєводства.
Населення — 65 осіб (2011).
У 1975-1998 роках село належало до Цехановського воєводства.

## Демографія
Демографічна структура станом на 31 березня 2011 року:
|          | Загалом | Допрацездатний вік | Працездатний вік | Постпрацездатний вік |
| -------- | ------- | ------------------ | ---------------- | -------------------- |
| Чоловіки | 34      | 7                  | 23               | 4                    |
| Жінки    | 31      | 5                  | 17               | 9                    |
| Разом    | 65      | 12                 | 40               | 13                   |